# Stenopogon albibasis
Stenopogon albibasis är en tvåvingeart som beskrevs av Jacques-Marie-Frangile Bigot 1878. Stenopogon albibasis ingår i släktet Stenopogon och familjen rovflugor. Inga underarter finns listade i Catalogue of Life.